# National Hockey League

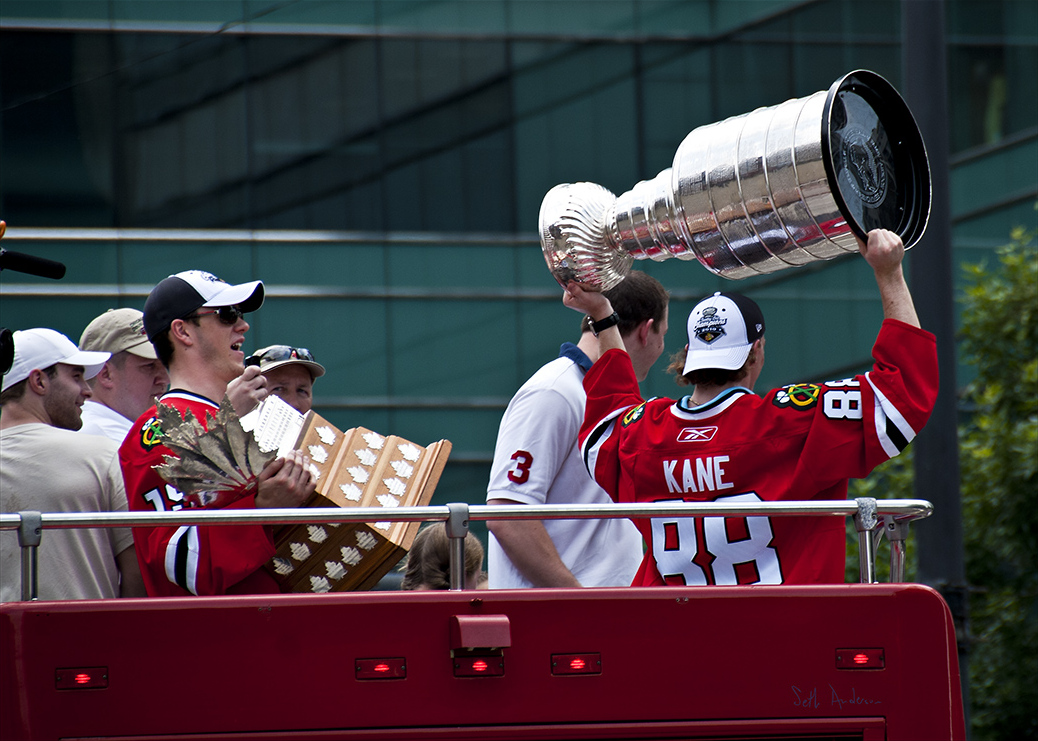
Spelers van de Chicago Blackhawks met de in 2010 gewonnen Stanley Cup

De National Hockey League, meestal als NHL aangeduid, is de organisatie die het professionele ijshockey in de Verenigde Staten en Canada organiseert. De NHL is de belangrijkste ijshockeycompetitie van de wereld. De winnaar van de play-off finale is ook de winnaar van de Stanley Cup. De huidige titelverdedigers zijn de Florida Panthers (2024/2025.)
De NHL is gebaseerd op het franchisesysteem, een gesloten stelsel waarin de eigenaren van de clubs gezamenlijk bepalen welke clubs aan de competitie deelnemen, wat de regels zijn en wat het wedstrijdschema is. Teams kunnen niet degraderen uit of promoveren naar de NHL. Alle teams hebben een opleidingsteam in de American Hockey League, de competitie direct onder de NHL. Het derde en laagste niveau binnen het systeem waar veel teams ook een juniorenteam hebben is de East Coast Hockey League, officieel ECHL.

## Teams
De National Hockey League bestaat uit tweeëndertig teams, verdeeld over twee conferences. Deze twee conferences zijn weer verdeeld over twee divisies. Het nieuwste team is de verder nog naamloze Utah Hockey Club dat in 2024/2025 het eerste seizoen in de competitie zal spelen.

### Lijst met teams
| Divisie            | Team                  | Stad                                | Arena                           | Capaciteit         | Opgericht          | Toetreding NHL     | General manager    | Head coach         | Aanvoerder         |
| Eastern Conference | Eastern Conference    | Eastern Conference                  | Eastern Conference              | Eastern Conference | Eastern Conference | Eastern Conference | Eastern Conference | Eastern Conference | Eastern Conference |
| ------------------ | --------------------- | ----------------------------------- | ------------------------------- | ------------------ | ------------------ | ------------------ | ------------------ | ------------------ | ------------------ |
| Atlantic           | Boston Bruins         | Boston, Massachusetts               | TD Garden                       | 17.565             | 1924               | 1924               | Don Sweeney        | Bruce Cassidy      | Patrice Bergeron   |
| Atlantic           | Buffalo Sabres        | Buffalo, New York                   | KeyBank Center                  | 19.070             | 1970               | 1970               | Jason Botterill    | Phil Housley       | Vacant             |
| Atlantic           | Detroit Red Wings     | Detroit, Michigan                   | Little Caesars Arena            | 19.515             | 1926               | 1926               | Steve Yzerman      | Jeff Blashill      | Dylan Larkin       |
| Atlantic           | Florida Panthers      | Sunrise, Florida                    | BB&T Center                     | 19.250             | 1993               | 1993               | Dale Tallon        | Bob Boughner       | Aleksander Barkov  |
| Atlantic           | Montreal Canadiens    | Montreal, Quebec                    | Bell Centre                     | 21.302             | 1909               | 1917               | Marc Bergevin      | Claude Julien      | Shea Weber         |
| Atlantic           | Ottawa Senators       | Ottawa, Ontario                     | Canadian Tire Centre            | 17.373             | 1992               | 1992               | Pierre Dorion      | Guy Boucher        | Brady Tkachuk      |
| Atlantic           | Tampa Bay Lightning   | Tampa, Florida                      | Amalie Arena                    | 19.092             | 1992               | 1992               | Julien BriseBois   | Jon Cooper         | Steven Stamkos     |
| Atlantic           | Toronto Maple Leafs   | Toronto, Ontario                    | Scotiabank Arena                | 18.819             | 1917               | 1917               | Kyle Dubas         | Mike Babcock       | Auston Matthews    |
| Metropolitan       | Carolina Hurricanes   | Raleigh, North Carolina             | PNC Arena                       | 18.680             | 1972               | 1979*              | Don Waddell        | Rod Brind'Amour    | Jordan Staal       |
| Metropolitan       | Columbus Blue Jackets | Columbus, Ohio                      | Nationwide Arena                | 18.144             | 2000               | 2000               | Jarmo Kekalainen   | John Tortorella    | Boone Jenner       |
| Metropolitan       | New Jersey Devils     | Newark, New Jersey                  | Prudential Center               | 16.514             | 1974*              | 1974*              | Ray Shero          | John Hynes         | Nico Hischier      |
| Metropolitan       | New York Islanders    | New York (stad) Uniondale, New York | Barclays Center Nassau Coliseum | 15.795 13.900      | 1972               | 1972               | Lou Lamoriello     | Barry Trotz        | Anders Lee         |
| Metropolitan       | New York Rangers      | New York (stad)                     | Madison Square Garden           | 18.006             | 1926               | 1926               | Jeff Gorton        | David Quinn        | Vacant             |
| Metropolitan       | Philadelphia Flyers   | Philadelphia, Pennsylvania          | Wells Fargo Center              | 19.500             | 1967               | 1967               | Chuck Fletcher     | Scott Gordon       | Vacant             |
| Metropolitan       | Pittsburgh Penguins   | Pittsburgh, Pennsylvania            | PPG Paints Arena                | 18.387             | 1967               | 1967               | Jim Rutherford     | Mike Sullivan      | Sidney Crosby      |
| Metropolitan       | Washington Capitals   | Washington, D.C.                    | Capital One Arena               | 18.506             | 1974               | 1974               | Brian MacLellan    | Todd Reirden       | Alexander Ovechkin |
| Western Conference |                       |                                     |                                 |                    |                    |                    |                    |                    |                    |
| Central            | Arizona Coyotes       | Glendale, Arizona                   | Gila River Arena                | 17.125             | 1972               | 1979*              | John Chayka        | Rick Tocchet       | Vacant             |
| Central            | Chicago Blackhawks    | Chicago, Illinois                   | United Center                   | 19.717             | 1926               | 1926               | Stan Bowman        | Jeremy Colliton    | Jonathan Toews     |
| Central            | Colorado Avalanche    | Denver, Colorado                    | Pepsi Center                    | 18.007             | 1972               | 1979*              | Joe Sakic          | Jared Bednar       | Gabriel Landeskog  |
| Central            | Dallas Stars          | Dallas, Texas                       | American Airlines Center        | 18.532             | 1967*              | 1967*              | Jim Nill           | Jim Montgomery     | Jamie Benn         |
| Central            | Minnesota Wild        | Saint Paul, Minnesota               | Xcel Energy Center              | 17.954             | 2000               | 2000               | Paul Fenton        | Bruce Boudreau     | Jared Spurgeon     |
| Central            | Nashville Predators   | Nashville, Tennessee                | Bridgestone Arena               | 17.113             | 1998               | 1998               | David Poile        | Peter Laviolette   | Roman Josi         |
| Central            | St. Louis Blues       | St. Louis, Missouri                 | Enterprise Center               | 18.724             | 1967               | 1967               | Doug Armstrong     | Craig Berube       | Ryan O'Reilly      |
| Central            | Winnipeg Jets         | Winnipeg, Manitoba                  | Bell MTS Place                  | 15.321             | 1999*              | 1999*              | Kevin Cheveldayoff | Paul Maurice       | Blake Wheeler      |
| Pacific            | Anaheim Ducks         | Anaheim, Californië                 | Honda Center                    | 17.174             | 1993               | 1993               | Bob Murray         | Bob Murray         | Vacant             |
| Pacific            | Calgary Flames        | Calgary, Alberta                    | Scotiabank Saddledome           | 19.289             | 1972*              | 1972*              | Brad Treliving     | Bill Peters        | Vacant             |
| Pacific            | Edmonton Oilers       | Edmonton, Alberta                   | Rogers Place                    | 18.347             | 1972               | 1979*              | Keith Gretzky      | Ken Hitchcock      | Connor McDavid     |
| Pacific            | Los Angeles Kings     | Los Angeles, Californië             | Staples Center                  | 18.230             | 1967               | 1967               | Rob Blake          | Willie Desjardins  | Anze Kopitar       |
| Pacific            | San Jose Sharks       | San Jose, Californië                | SAP Center                      | 17.562             | 1991               | 1991               | Doug Wilson        | Peter DeBoer       | Logan Couture      |
| Pacific            | Seattle Kraken        | Seattle, Washington                 | Climate Pledge Arena            | 17.100             | 2021               | 2021               | Ron Francis        | Dave Hakstol       | Vacant             |
| Pacific            | Vancouver Canucks     | Vancouver, British Columbia         | Rogers Arena                    | 18.910             | 1945               | 1970               | Jim Benning        | Travis Green       | Bo Horvat          |
| Pacific            | Vegas Golden Knights  | Paradise, Nevada                    | T-Mobile Arena                  | 17.356             | 2017               | 2017               | George McPhee      | Gerard Gallant     | Mark Stone         |

Opmerkingen
1. Een (*) staat voor een verhuizing van een team.
2. De Edmonton Oilers, Hartford Whalers (nu Carolina Hurricanes), Quebec Nordiques (nu Colorado Avalanche), and original Winnipeg Jets (nu Arizona Coyotes) traden toe in 1979 tot de NHL tijdens de NHL–WHA fusie.

## Wedstrijden

### Competitie

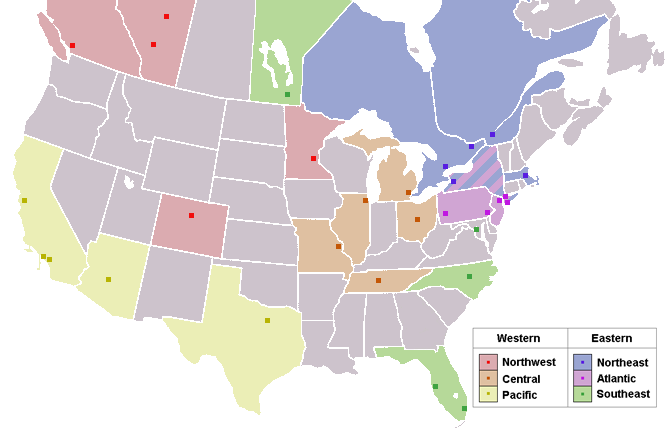
Locaties van de teams, divisies en conferences in de National Hockey League

Elk team speelt in de competitie 82 wedstrijden, waarvan 41 thuis en 41 uit. Deze wedstrijden zijn niet gelijk verdeeld, een team speelt niet even vaak tegen elk team. Je speelt namelijk 24 wedstrijden in je divisie, zes wedstrijden per divisieteam. Dan speel je 40 wedstrijden tegen conferencegenoten die niet in je divisie zitten, vier wedstrijden per conferenceteam. De 18 wedstrijden die overblijven speel je tegen teams van de andere conference. Er wordt een keer tegen ieder team uit de andere conference gespeeld. De drie overblijvende wedstrijden worden gespeeld tegen willekeurig gekozen teams uit de andere conference. Voor de wedstrijden tegen de teams uit de andere conference wordt elk jaar afwisselend thuis en uit gespeeld. Dus de ploeg die het vorige seizoen op bezoek moest bij een team uit de andere conference, speelt het seizoen erop een thuiswedstrijd tegen datzelfde team. Deze opzet is van toepassing sinds het seizoen 2008 - 2009.

### Play-offs
Na de competitie volgen de play-offs. Hieraan doen de beste acht teams van elke conference mee, dus in totaal 16 teams. Deze acht teams worden als volgt berekend: De beste drie van elke divisie nemen 12 plaatsen in beslag, en de overige plaatsen worden ingenomen door de overgebleven twee teams die in hun conference het hoogst geklasseerd staan aan het einde van het seizoen. De divisiewinnaar met de meeste punten speelt tegen het 2e wildcard-team, de andere divisiewinnaar tegen het 1e wildcard-team. De nummers 2 en 3 uit elke divisie spelen daarnaast tegen elkaar.
De play-offs zijn eigenlijk het beste te zien als twee conferenceplay-offs, waarvan de beide winnaars tegen elkaar strijden om de Stanley Cup. Elke ronde bestaat uit een best of seven serie.
Na de eerste ronde blijven 8 teams over. De winnaars van deze serie spelen tegen elkaar in de conferencefinale. Het team dat deze serie wint krijgt alvast een prijs deze is dan namelijk kampioen van de conference, maar die prijs is niet veel waard vergeleken met de prijs waarom de twee conferencewinnaars spelen. De winnaar van deze tweestrijd wint namelijk de Stanley Cup.
Het hoogst geplaatste team speelt eerst twee keer thuis en dan twee keer uit. Als de serie dan nog niet beslist is, speelt het hoogst geplaatste team eerst thuis, indien nodig vervolgens uit en indien nodig opnieuw thuis in de beslissende, zevende wedstrijd.

## Puntentelling
Het team dat een wedstrijd wint, verdient twee punten. Het maakt voor de punten niet uit, of je de wedstrijd wint in de reguliere speeltijd, in de verlenging of tijdens een shootout. Als je de wedstrijd verliest in de reguliere speeltijd, krijg je nul punten. Als je de wedstrijd verliest in de verlenging of tijdens een shootout, krijg je één punt. In feite is een verlenging dus een duel om een extra punt. Statistisch telt een verlies in verlenging anders dan een gewoon verlies. 
In de play-offs zijn er geen punten zoals in de competitie, de winnaar krijgt een punt in de best of seven serie. In de play-offs maakt het niet uit of je de wedstrijd wint in de reguliere speeltijd of in de verlenging. Hierin zijn geen penalty shootouts, en elke overtime is een volwaardige periode van 20 minuten en als na een periode geen beslissing is gevallen volgt een volwaardige pauze van 15 minuten, net als voorafgaand aan de eerste overtime. Voor de invoering van penalty shootouts was een gelijkspel ook mogelijk. Lang geleden was een goal in overtime ook geen winnende goal, dus terugkomen was nog mogelijk.
Voor de overige spelregels, kijk op ijshockey of op de bijbehorende categorie.

## Spelers
Ieder jaar begint het ijshockey seizoen met de NHL Entry Draft. Hierbij kunnen de teams jonge talenten binnenhalen die nog nooit in de NHL hebben gespeeld. De draft bestaat uit zeven rondes en de volgorde is de omgekeerde eindstand van de reguliere competitie van het jaar daarvoor. Het team dat het voorafgaande seizoen de reguliere competitie als eerste eindigde, mag nu pas iedere als dertigste een speler uitkiezen.
In tegenstelling tot bij Europese sporten, worden in Noord-Amerika vaak spelersruilen toegepast in plaats van transfers. Het zal niet vaak voorkomen dat een speler van club verandert met als ruilmiddel geld, maar meestal is het ruilmiddel een gelijkwaardige speler. Ook kan het voorkomen dat meerdere spelers voor één speler geruild worden, of meerdere spelers voor meerdere spelers. Vaak worden ook de draft picks bij een ruil gebruikt. Het team dat de draft pick kwijt is, raakt dan zijn keuzemogelijkheid van de desbetreffende ronde in de Entry Draft kwijt aan het team dat de draft pick krijgt.

## Prijzen

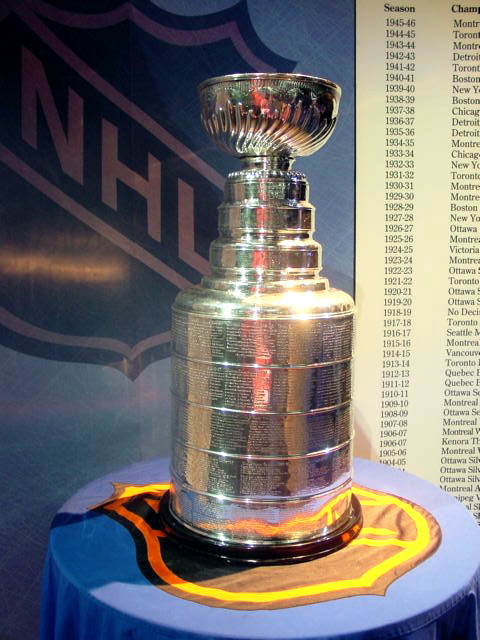
De Stanley Cup

De NHL geeft ieder jaar, aan het einde van het seizoen, verschillende prijzen weg. Sommige prijzen zijn voor het hele team, andere voor een individuele speler.

### Teamprijzen
- Stanley Cup - uitgereikt aan de winnaar van de gehele play-offs.
- Clarence S. Campbell Bowl - uitgereikt aan de winnaar van de Western Conference play-offs.
- Prince of Wales Trophy - uitgereikt aan de winnaar van de Eastern Conference play-offs.
- Presidents' Trophy - uitgereikt aan het team met de meeste punten aan het einde van de competitie.

### Individuele prijzen
- Hart Memorial Trophy - uitgereikt aan de meest waardevolle speler in de competitie.
- Lester B. Pearson Award - uitgereikt aan de beste speler (door de spelersbond gekozen).
- Conn Smythe Trophy - uitgereikt aan de meest waardevolle speler in de play-offs.
- Art Ross Memorial Trophy - uitgereikt aan de speler met de meeste punten in de competitie.
- Maurice Richard Trophy - uitgereikt aan de speler met de meeste doelpunten in de competitie.
- Calder Memorial Trophy - uitgereikt aan de beste rookie van het jaar.
- James Norris Memorial Trophy - uitgereikt aan de beste verdediger.
- Frank J. Selke Trophy - uitgereikt aan de beste verdedigende aanvaller.
- NHL plus/minus Award - uitgereikt aan de speler met de hoogste plus/minus.
- Bill Masterton Memorial Trophy - uitgereikt aan de speler met het meeste doorzettingsvermogen en toewijding aan hockey.
- Lady Byng Memorial Trophy - uitgereikt aan de speler met de meeste sportiviteit gecombineerd met grote prestaties in de wedstrijd.
- King Clancy Memorial Trophy - uitgereikt aan de speler met grote prestaties op en van het ijs.
- Vezina Trophy - uitgereikt aan de beste doelman.
- Roger Crozier Saving Grace Award - uitgereikt aan de doelman met het hoogste redgemiddelde.
- William M. Jennings Trophy - uitgereikt aan de doelman spelend voor het team met het minste aantal tegendoelpunten in de competitie.
- Jack Adams Award - uitgereikt aan de beste coach.

## Geschiedenis

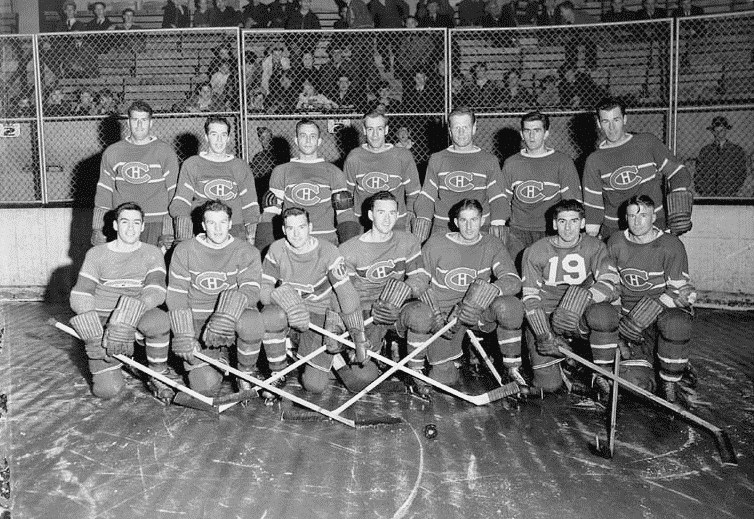
Montreal Canadiens in 1942

Tot 1917 waren er in vooral Canada veel verschillende ijshockeycompetities. De middelen waren er toen simpelweg nog niet om in een uitgestrekt land als Canada een landelijke competitie te houden. De sterkste competitie was de National Hockey Association, met teams uit zuidoost Canada (Ontario en Quebec). De competitie was verdeeld in twee kampen: Toronto Blueshirts en de rest. In Toronto huisde namelijk Eddie Livingstone, eigenaar van de Blueshirts. Hij was een controversieel figuur, die van veel onconventionele middelen gebruik maakte om te winnen, zo gaf hij sommige spelers van tegenstanders contracten om juist niet te spelen. Livingstone dreigde echter ook om elders een competitie te starten, als de andere teams de Blueshirts uit de competitie zouden zetten. In 1917 bestond de competitie nog uit zes teams, de Blueshirts, Montreal Canadiens, Ottawa Senators , Montreal Wanderers, Quebec Bulldogs en een soldatenteam van het Canadese 228ste bataljon. Dit laatste team werd echter opgeheven toen de spelers werden opgeroepen voor dienst in de Eerste Wereldoorlog. De andere teams vonden het tijd voor een evaluatiegesprek, waar Livingstone wegens ziekte niet bij kon zijn. Een dag later hoorde hij dat de vier andere teams uit de NHA waren gestapt en een nieuwe competitie oprichtte, de National Hockey League. Zonder de Toronto Blueshirts, maar met het nieuw opgerichte Toronto Arenas (met dezelfde spelers als de Blueshirts). In het eerste seizoen woedde er echter een grote brand in het thuisstadion van de Bulldogs en de Wanderers. Beide teams kwamen de (financiële) klap niet te boven, en stopten voor 1920. Doordat er nu nog maar drie teams konden spelen in de competitie, werd er besloten tot een play-off opzet, ironisch genoeg een idee van Livingstone, die via de rechtspraak een aandeel in de Arenas wilde krijgen. Diezelfde Arenas wonnen in 1918 de Stanley Cup, die toen nog werd uitgereikt aan de beste club van Canada. Omdat aan de naam Arenas nog te veel de smaak van Livingstone hing, werd het team omgedoopt tot de Toronto St. Patricks in 1919 en uiteindelijk tot de Toronto Maple Leafs in 1927. In 1926 hadden de NHL teams zeven van de acht Stanley Cup gewonnen en waren de salarissen hoger geworden dan andere competities konden betalen. Hierdoor kreeg de National Hockey League de alleenheerschappij over de Stanley Cup. Ook was de competitie uitgebreid met Amerikaanse teams, voornamelijk uit plaatsen dicht bij Canada. De NHL bestond uit tien teams en werd opgedeeld in twee divisies: de "Canadese" en Amerikaanse Conference:
- Canada Conference: Toronto St. Patricks, Ottawa Senators, New York Americans, Montreal Maroons en Montreal Canadiens
- American Conference: Boston Bruins, New York Rangers, Pittsburgh Pirates, Chicago Black Hawks en Detroit Cougars

Maar door de crisis in de jaren 30 en de Tweede Wereldoorlog was de NHL teruggebracht naar zes teams, ook wel de Original Six genoemd: Montreal Canadiens, Toronto Maple Leafs, Detroit Red Wings, Chicago Blackhawks, Boston Bruins en New York Rangers.

### Toevoegingen van teams

#### Western Hockey League
Een andere competitie, de Western Hockey League, wilde een professionele competitie worden en wilde dus ook aanspraak maken op de hoofdprijs van het ijshockey, de Stanley Cup. Als gevolg hiervan werd deze liga in 1967 toegevoegd als een geheel nieuwe divisie ín de NHL. De WHL werd dus eigenlijk overgenomen door de NHL. De nieuwe teams waren: Philadelphia Flyers, St. Louis Blues, Los Angeles Kings, Oakland Seals en Minnesota North Stars (die fuseerden en later de Dallas Stars werd) en Pittsburgh Penguins. Drie jaar later werden ook Vancouver Canucks en Buffalo Sabres toegevoegd aan de NHL. In 1967 voldeden ze nog niet aan de eisen van de NHL, maar in drie jaar later kregen ze wel toestemming.

#### World Hockey Association
Er was ook een tweede competitie, de World Hockey Association (WHA), die als een concurrent van de NHL kon worden beschouwd. Om de WHA voor te blijven, vergrootte de NHL de competitie met onder meer de New York Islanders, de Atlanta Flames (later verhuisd naar Calgary), de Washington Capitals en de Kansas City Scouts (die via Colorado Rockies uiteindelijk de New Jersey Devils werden).
In 1979 werd de WHA geabsorbeerd door de NHL. Vier van de zes teams gingen nu voor de NHL spelen: de Hartford Whalers (zij werden in 1997 de Carolina Hurricanes), Québec Nordiques (in 1996 verhuisden zij naar Denver om daar de Colorado Avalanche te worden), de Winnipeg Jets (zij verhuisden eind jaren 1990 naar Phoenix en heten sindsdien de Phoenix Coyotes) en de Edmonton Oilers.

#### Latere toevoegingen
In de jaren 1990 werden nog een aantal teams toegevoegd aan de NHL. Door de groeiende mediabelangstelling won de NHL aan populariteit. Steden en ondernemers zagen de winstmogelijkheden en boden veel geld voor een ticket die toegang gaf tot de NHL. San Jose Sharks werd toegevoegd in 1991, Ottawa Senators en Tampa Bay Lightning in 1992, Mighty Ducks of Anaheim (nu Anaheim Ducks) en Florida Panthers in 1993, Nashville Predators in 1998, Atlanta Thrashers (nu Winnipeg Jets)in 1999 en Minnesota Wild en Columbus Blue Jackets in 2000. In 2017 werd het meest recente team toegevoegd, de Vegas Golden Knights. De competitie bestaat sindsdien uit 31 franchises.en in 2021 kwam Seattle Kraken erbij

### Arbeidsconflicten
Vanaf 1992 had de competitie te maken met conflicten tussen de NHL en de NHLPA, de spelersorganisatie. Alle drie de conflicten hadden te maken met arbeidsvoorwaarden.
In 1992 was er een staking van tien dagen, waarna de competitie weer verderging.
Het seizoen 1994-1995 werd maar voor de helft gespeeld, 48 in plaats van 82 wedstrijden, ook vanwege een staking.
Maar het seizoen 2004-2005 overtrof alles: het hele seizoen werd niet gespeeld. De spelersbond was het niet eens met de eisen van de NHL. Er is een contract tussen de spelersbond en de competitie, en dat contract zou dat jaar ten einde lopen. De NHL wilde in het nieuwe contract staan, dat het salarisplafond verlaagd zou worden, waar de NHLPA niet akkoord mee ging. Het bestaande contract verliep en er werd geen nieuw contract gesloten: de NHL was een competitie zonder spelers geworden. Uiteindelijk werd er een contract gesloten (met een verlaging van het salarisplafond), ingaand vanaf het seizoen 2005-2006. De NHL kon in dit seizoen gewoon weer van start gaan.
Op 15 september 2012 verliep het Collective Bargaining Agreement (CBA), getekend in 2005, zonder dat er een vervangend contract werd opgesteld tussen teams en spelers. De teams besloten dan ook opnieuw de spelers niet toe te laten tot de competitie. Probleem deze keer was de verdeling tussen teams en spelers van de opbrengsten van de matchen.